# Inverness Caledonian Thistle
Inverness Caledonian Thistle (offiziell: Inverness Caledonian Thistle Football Club) – auch bekannt the Caley Jags – ist ein schottischer Fußballverein aus Inverness.

## Geschichte
Der Verein ging 1994 als Caledonian Thistle FC aus der Fusion von Caledonian FC und Inverness Thistle FC, beides Mitglieder der Highland Football League, hervor und besetzte den vakanten Platz in der Scottish Football League. Der Club veränderte 1996 auf Bitte des örtlichen Stadtrats den Vereinsnamen zu Inverness Caledonian Thistle FC.
Nach einem vielversprechenden Start beendete Caley Thistle die Premierensaison 1994/95 auf dem 6. Rang der Third Division. Die Folgesaison wurde auf dem 3. Platz abgeschlossen, 1996/97 konnte ICT als Tabellenerster in der Third Division die Meisterschaft abschließen.
Nach zwei weiteren Saisons in der Second Division wurde 1998/99 der 2. Platz erreicht und der Aufstieg in die First Division gesichert.
2003/04 wird als die bis heute erfolgreichste Spielzeit der Vereinsgeschichte betrachtet. Im November 2003 besiegte Inverness Airdrie United 2:0 dank Toren von Steve Hislop und David Bingham, errang so den Challenge Cup und konnte bis ins Halbfinale des SFA Cups vorstoßen, wo nach einem 1:1 erst im Rückspiel gegen Dunfermline Athletic 3:2 verloren wurde. Am letzten Spieltag besiegte man St. Johnstone mit 3:1 nach Toren von Paul Ritchie, David Bingham und Barry Wilson, nahm damit Clyde den einzigen Aufstiegsplatz auf der Zielgeraden ab und stieg in die Scottish Premier League auf. Jedoch muss nach SPL-Statuten jedes Stadion über ein Minimum von 10.000 Sitzplätzen verfügen. Das Caledonian Stadium entsprach nicht diesen Richtlinien, und deswegen musste sich die Vereinsführung entscheiden, ob man – wie Falkirk in der Saison davor – in der First Division bleibt oder sich mit dem 150 Kilometer entfernten FC Aberdeen das Stadion teilt. Nach Besprechungen mit den Fans entschied sich die Vereinsführung, dass das Abenteuer Premier-League-Fußball den vorübergehenden Umzug nach Aberdeen wert wäre.
Nach einer Regeländerung der SPL während der Saison 2004/05 musste jeder Erstligist über ein Stadion mit einer Kapazität von 6000 oder mehr Zuschauern verfügen. Das Caledonian Stadium wurde nach der Errichtung von zwei neuen Tribünen diesen Statuten gerecht und gleichzeitig zu Ehren der Baufirma Tulloch, die die Arbeiten in nur 47 Arbeitstagen fertigstellte, in „Tulloch Caledonian Stadium“ umbenannt. Der Geschäftsführer von Tulloch, David Sutherland, war zu dem Zeitpunkt auch gleichzeitig Präsident von Caley Thistle. ICT kehrte mit einem 2:0-Sieg am 29. Januar 2005 gegen Dunfermline nach Toren von Barry Wilson und dem damaligen Spielertrainer Craig Brewster erfolgreich ins heimische Stadion zurück.
In der Saison 2008/09 stieg der Verein in die First Division ab, nachdem das letzte Ligaspiel mit 0:1 gegen den direkten Konkurrenten FC Falkirk verloren wurde. Im Folgejahr gelang dem Verein der direkte Wiederaufstieg in die höchste Spielklasse.
In der Saison 2012/13 wurde der erstmalige Einzug in die Qualifikation zur UEFA Europa League durch zwei Niederlagen gegen Dundee United und Ross County am Ende der Saison knapp verpasst. In der Abschlusstabelle belegte der Club den 4. Platz.
Am 30. Mai 2015 sicherte sich Inverness Caledonian Thistle mit einem 2:1-Sieg gegen den FC Falkirk im Glasgower Hampden Park den ersten Gewinn des Scottish FA Cup. Auf dem Weg ins Finale bezwang ICT im Halbfinale den Rekordsieger Celtic Glasgow. Es ist bis dato der größte Erfolg in der Vereinsgeschichte. Als schottischer Pokalsieger nahm der Verein erstmals an europäischen Pokalwettbewerben teil, scheiterte jedoch in der 2. Qualifikationsrunde zur UEFA Europa League 2015/16 an Astra Giurgiu aus Rumänien.

## Aktueller Kader Saison 2024/25
Stand: 27. Juni 2024
| Nr. |            | Position | Name            |
| --- | ---------- | -------- | --------------- |
| 6   | Nordirland | AB       | Danny Devine    |
| 7   | Schottland | MF       | Charlie Gilmour |
| 9   | Nordirland | ST       | Billy Mckay     |
| 14  | Schottland | AB       | Jake Davidson   |
| 17  | Schottland | AB       | Lewis Nicolson  |
| 19  | England    | MF       | Luis Longstaff  |
| 23  | Schottland | ST       | Ethan Cairns    |
| 25  | Schottland | MF       | Calum MacKay    |

| Nr. |            | Position | Name             |
| --- | ---------- | -------- | ---------------- |
| 26  | Schottland | AB       | Matthew Strachan |
| 28  | Schottland | MF       | Keith Bray       |
| 29  | Schottland | MF       | Robbie Thompson  |
| 31  | Schottland | MF       | Calum MacLeod    |
| 32  | Schottland | AB       | Sam Nixon        |
| 33  | Schottland | AB       | Jack Walker      |
| 34  | England    | AB       | Remi Savage      |
| 44  | Australien | AB       | Nikola Ujdur     |

## Bekannte Spieler
| - David Bingham - Craig Brewster - Mark Brown - Charlie Christie - Craig Dargo - Darren Dods - Stuart Golabek - Román Golobart - Richard Hastings - Bobby Mann |  | - Adam Rooney - Graeme Shinnie - Owain Tudur Jones - Ritchie Foran - Billy Mackay - Stuart McCaffrey - Markus Paatelainen - Marius Niculae - Duncan Shearer - Iain Stewart |  | - Ross Tokely - Davide Xausa - Barry Wilson - Dennis Wyness - Andrew Shinnie |

## Erfolge
- Scottish FA Cup: 2015
- Scottish Third Division: 1997
- Scottish First Division: 2004, 2010
- Scottish League Challenge Cup: 2004, 2018

## Europapokalbilanz
| Saison  | Wettbewerb         | Runde                  | Gegner        | Gesamt | Hin     | Rück    |
| ------- | ------------------ | ---------------------- | ------------- | ------ | ------- | ------- |
| 2015/16 | UEFA Europa League | 2. Qualifikationsrunde | Astra Giurgiu | 0:1    | 0:1 (H) | 0:0 (A) |

Gesamtbilanz: 2 Spiele, 1 Unentschieden, 1 Niederlage, 0:1 Tore (Tordifferenz −1)